# Eva-Maria Fitze
Eva-Maria Fitze (Dachau, 10 mei 1982) is een Duitse kunstschaatsster.
Fitze was actief als solorijdster en is actief in het paarrijden met haar vaste sportpartner Rico Rex, zij worden gecoacht door Monika Scheibe. Fitze en Rex schaatsen samen sinds 2002.
In 1997, op 14-jarige leeftijd en bij afwezigheid van Tanja Szewczenko, werd ze de jongste nationaalkampioene van Duitsland in het vrouwenkunstschaatsen. In 1999 behaalde ze deze titel voor de tweede keer. Een derde nationale titel veroverde ze samen met Rico Rex in 2003 bij het paarrijden.
| records             | punten | datum      | toernooi           |
| ------------------- | ------ | ---------- | ------------------ |
| Hoogste totaalscore | 127.54 | 26-11-2005 | Cup of Russia 2005 |
| Hoogste korte kür   | 51.70  | 11-11-2004 | Cup of China 2004  |
| Hoogste lange kür   | 84.40  | 26-11-2005 | Cup of Russia 2005 |

## Belangrijke resultaten
1994-2002 solo, 2003-2006 met Rico Rex
| Kampioenschap           | 1994 | 1995 | 1996 | 1997 | 1998   | 1999 | 2000 | 2001 | 2002  |  | 2003 | 2004   | 2005  | 2006  |
| ----------------------- | ---- | ---- | ---- | ---- | ------ | ---- | ---- | ---- | ----- |  | ---- | ------ | ----- | ----- |
| Olympische Spelen       |      |      |      |      |        |      |      |      |       |  |      |        |       | 15e   |
| Wereldkampioenschap     |      |      |      | 10e  |        | 21e  |      |      |       |  | 15e  | 12e    |       |       |
| Europees Kampioenschap  |      |      |      | 7e   |        | 12e  |      |      |       |  | 9e   | 7e     |       | 7e    |
| Nationaal Kampioenschap | *    | 6e   | tzt  | Goud | Zilver | Goud |      | 5e   | Brons |  | Goud | Zilver | Brons | Brons |

* Junioren
- Gemeinsame Normdatei: 122068424
- International Standard Name Identifier: 0000 0000 2204 9228
- Virtual International Authority File: 885488